# Prigorje (Đurmanec)
Prigorje falu Horvátországban Krapina-Zagorje megyében. Közigazgatásilag Đurmanechez tartozik.

## Fekvése
Krapinától 7 km-re északnyugatra, községközpontjától 4 km-re délnyugatra a Zagorje lejtőin fekszik.

## Története
1869-ben 382, 1910-ben 772 lakosa volt. Trianonig Varasd vármegye Krapinai járásához tartozott. 2001-ben a falunak 399 lakosa volt.

## Külső hivatkozások
Đurmanec község hivatalos oldala